# Simsbury
Simsbury es un pueblo ubicado en el condado de Hartford en el estado estadounidense de Connecticut. En el año 2005 tenía una población de 23.656 habitantes y una densidad poblacional de 269 personas por km².

## Geografía
Simsbury se encuentra ubicada en las coordenadas 41°52′14″N 72°50′25″O / 41.87056, -72.84028.

## Demografía
Según la Oficina del Censo en 2000 los ingresos medios por hogar en la localidad eran de $82,996, y los ingresos medios por familia eran $97,008. Los hombres tenían unos ingresos medios de $70,519 frente a los $42,136 para las mujeres. La renta per cápita para la localidad era de $39,710. Alrededor del 2.2% de la población estaban por debajo del umbral de pobreza.